# کینتانا دل پوئنته
کینتانا دل پوئنته (به اسپانیایی: Quintana del Puente) یک شهرستان در اسپانیا است که در استان پالنسیا واقع شده‌است.

## خصوصیات
کینتانا دل پوئنته ۱۱ کیلومترمربع مساحت و ۲۴۷ نفر جمعیت دارد.